# Onze Lieve Vrouw van Eiteren

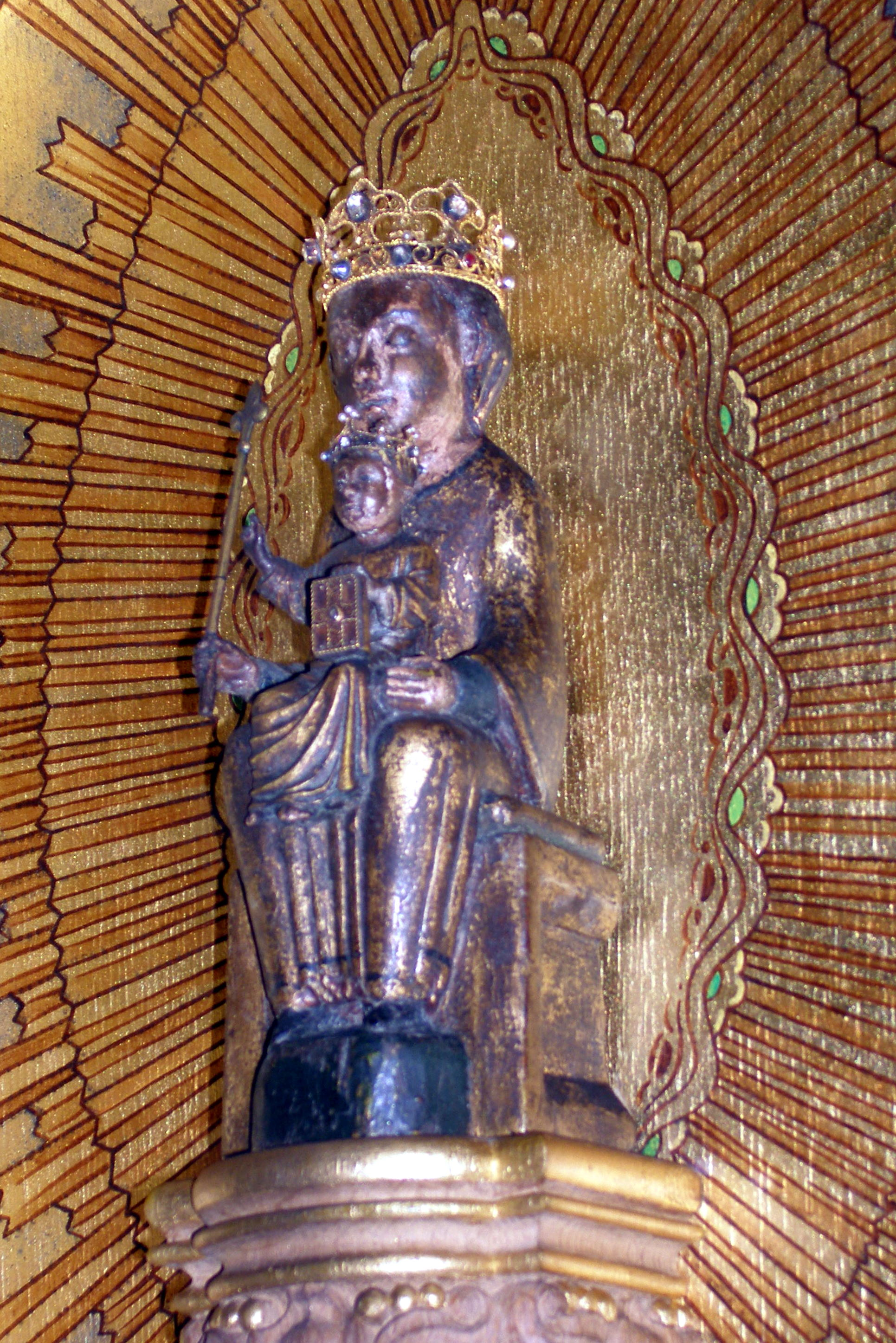
Het beeldje, zoals het zich bevindt in de Mariakapel in de Sint-Nicolaasbasiliek

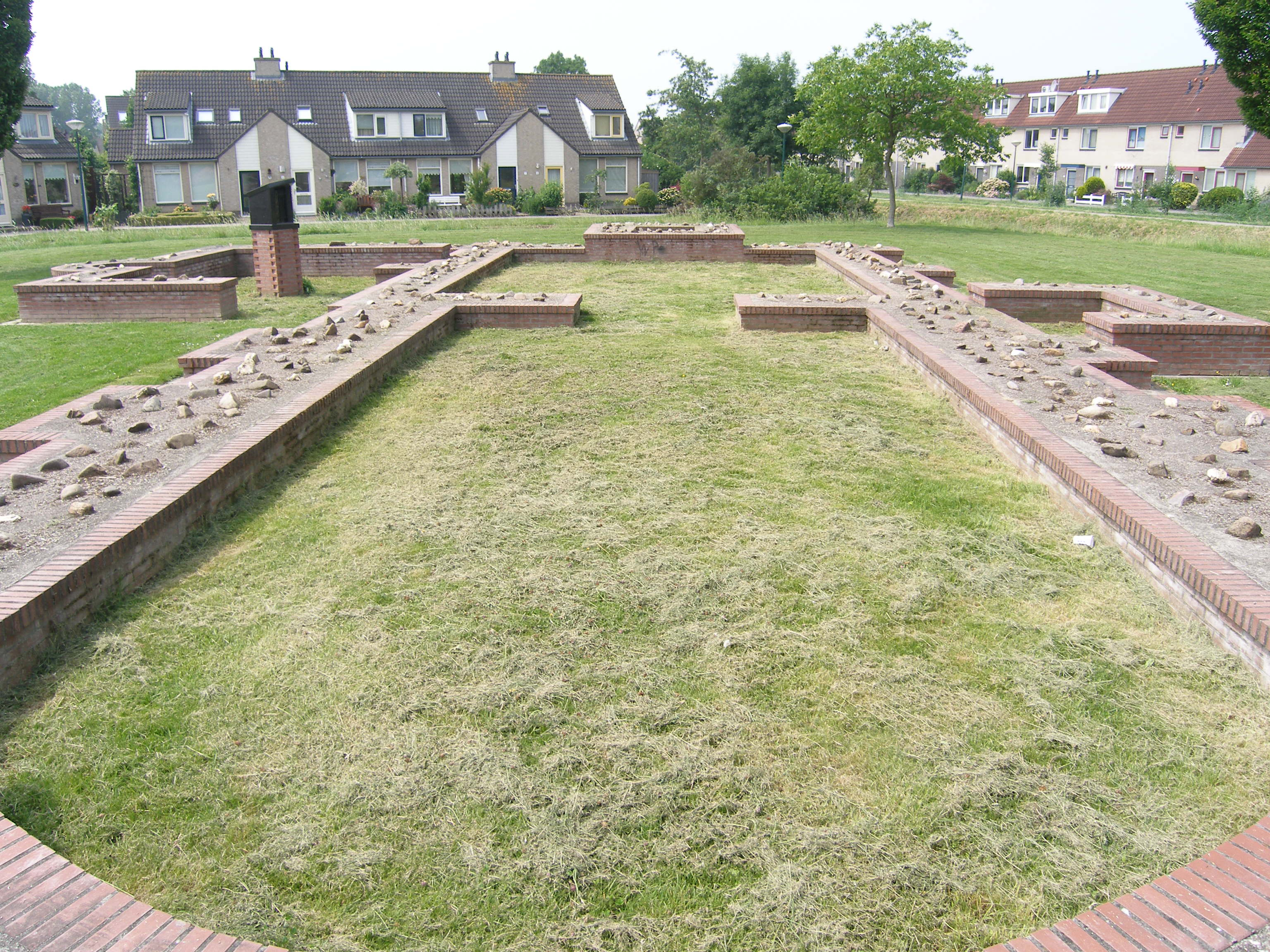
Monument

Onze Lieve Vrouw van Eiteren Hulp in nood is een genadebeeld van Maria en kind gevonden in het voormalig dorp Eiteren grenzend aan de westzijde van IJsselstein. Jaarlijks vindt er op de vierde zondag van juni een Ommedracht plaats, een processie waarbij het beeldje vanaf de Sint-Nicolaasbasiliek over de Eitersesteeg naar de oorspronkelijke vindplaats van het beeldje gedragen wordt.

## Beschrijving
Het beeldje, een sedes sapientiae, stelt de maagd Maria voor met op haar schoot het kind Jezus, dat zij met haar linkerhand steunt, en in haar rechterhand een scepter.
Het Mariabeeldje is van eiken- of notenhout; het Christuskind mogelijk van lindehout en gips.
Het geheel dateert waarschijnlijk uit eind 12e of begin 13e eeuw, maar mogelijk is het een kopie uit de 14e of 15e eeuw.
Door de eeuwen heen heeft het verschillende wijzigingen en reparaties ondergaan. In 1879 kreeg de Mariafiguur een kroon; in 1986 kroonde bisschop Simonis het kind.

## Geschiedenis
Tussen 1310 en 1342 vonden slootgravers een beeldje van een vrouwspersoon in het toenmalige dorp Eiteren, op de plek waar destijds een cisterciënzer klooster gebouwd werd. De legende verhaalt dat telkens als het beeldje door iemand naar de Sint-Nicolaaskerk in IJsselstein werd meegenomen, het naar de vindplaats terugkeerde. Dit was reden om nabij de vindplaats een kapel ter verering van O.L.V. van Eiteren te bouwen. Deze werd in 1579 afgebroken. Het beeldje kwam toen waarschijnlijk in particuliere handen, totdat IJsselstein in 1634 weer een katholieke kerk kreeg. Daar bleef het beeld, totdat het rond 1860 in zo'n slechte staat verkeerde dat de pastoor overwoog het te vernietigen. Dat gebeurde niet, en uiteindelijk vond het beeldje in 1866 onderdak bij de Utrechtse Zusters van Liefde. Daar kreeg het na een aantal gebedsverhoringen de toevoeging "Hulp in nood". In 1936 keerde het beeldje terug in IJsselstein. Nu het in de Mariakapel van de Sint-Nicolaasbasiliek staat, is deze kerk een bedevaartsoord geworden.
Op de oorspronkelijke vindplaats staat sinds 2002 een monument.

## Gilde O.L.V. van Eiteren
In de veertiende eeuw stond er een leprozenhuis, een Lazarushuis, voor de melaatsen naast de toenmalige kerk van Eiteren. In 1447 werd door hen een gilde genaamd naar de heilige opgericht, dat volgens een ordonnantie wekelijks vijf missen voor de leden en weldoeners, waaronder destijds Jacoba van Beieren en Frank van Borssele, moest opdragen en een jaarlijkse processie moest organiseren. Het huis is in april 1684 afgebroken.
De ondersteuning door Jacoba van Beieren en Frank van Borssele was niet alleen uit charitatieve redenen, maar ook in het kader van de Hoekse en Kabeljauwse twisten; de heer van IJsselstein was een Kabeljauwer en dus een tegenstander van Jacoba en haar echtgenoot.

## Afbeeldingen

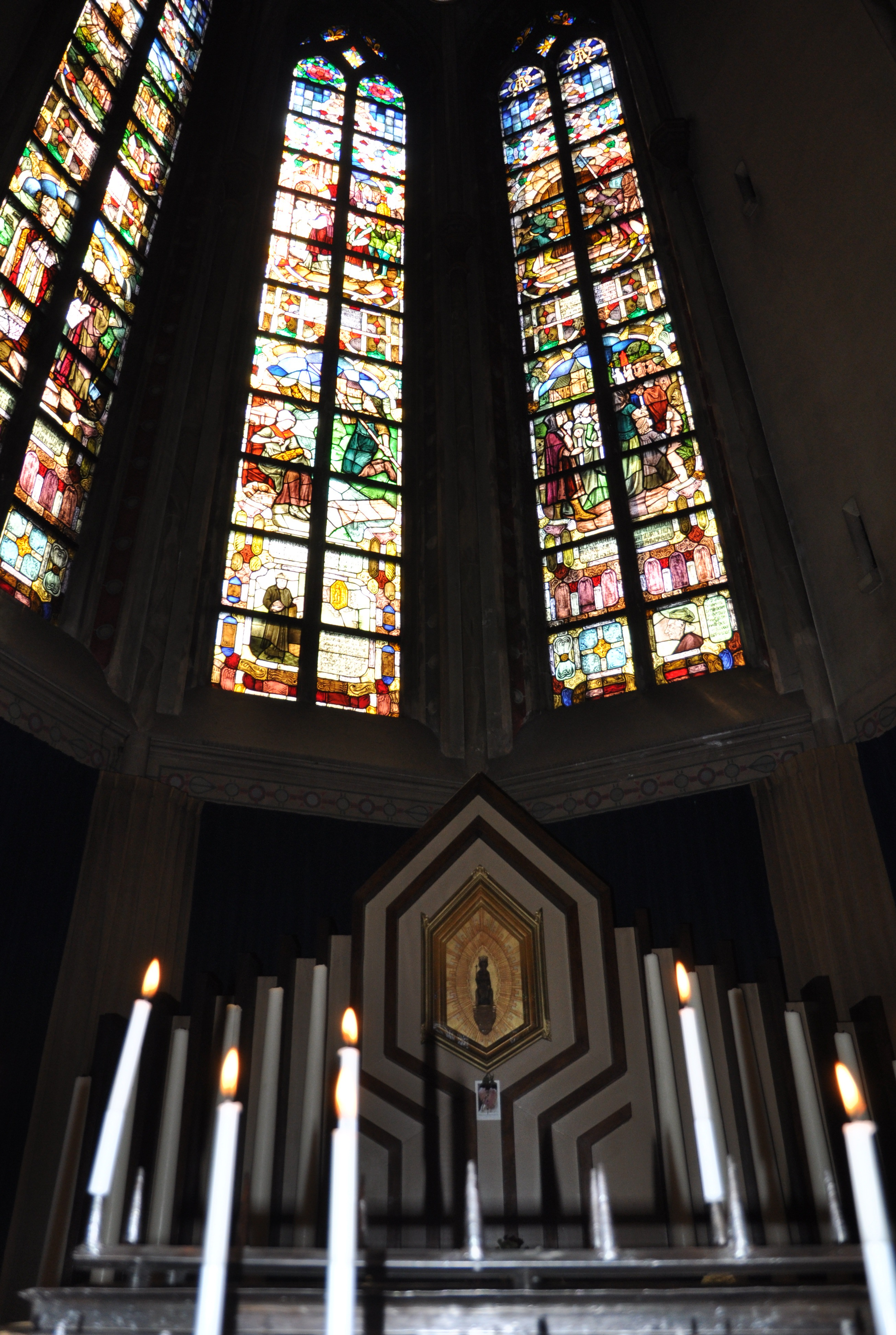
Gebrandschilderde glasramen in de genadekapel
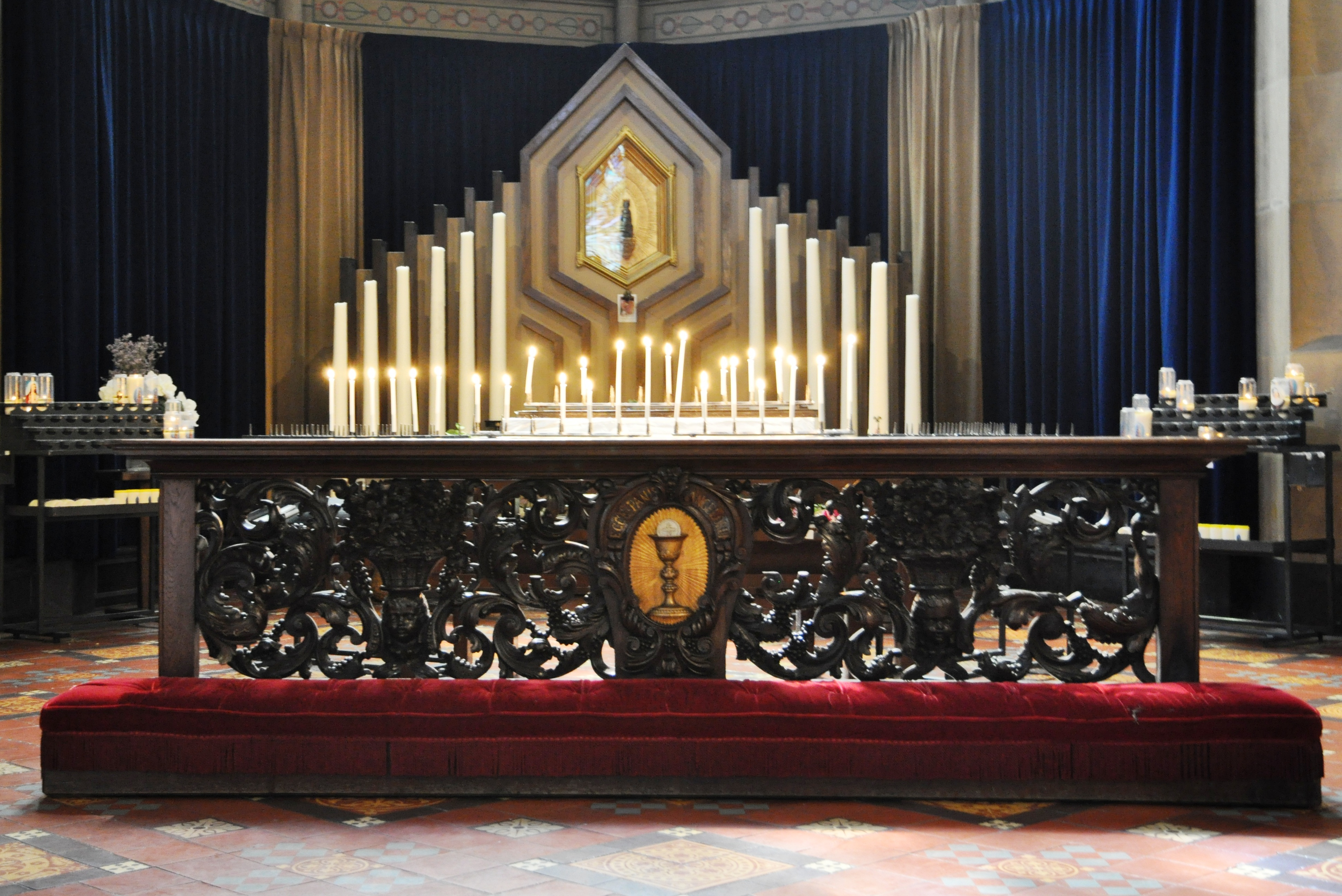
Offerkaarsen en Communiebank voor het genadebeeld